# Léon Theremin

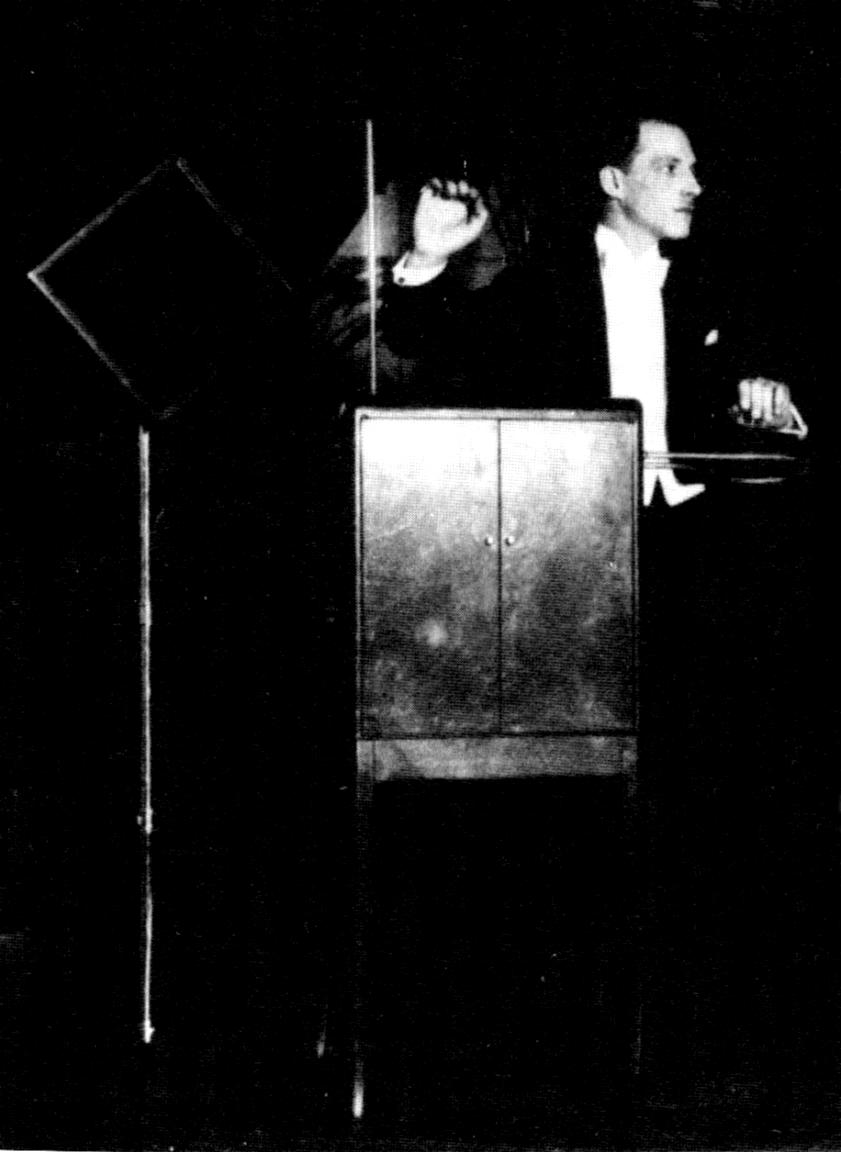
Leon Theremin (~1924)

Lev Sergejevitsj Termen (Russisch: Лев Сергеевич Термен), beter bekend als Leo(n) Theremin (Sint-Petersburg, 28 augustus [O.S. 15 augustus] 1896 – Moskou, 3 november 1993) was een Russisch uitvinder die vooral bekend werd als uitvinder van een van de eerste elektronische muziekinstrumenten, de theremin.

## Biografie
Van kinds af aan was Theremin, geboren in een familie van Franse afkomst, gefascineerd door elektriciteit. In zijn ouderlijk huis bouwde hij als tiener een laboratorium om te experimenteren met hoogfrequentieschakelingen, magnetisme en optica. Aan de staatsuniversiteit van Sint-Petersburg volgde hij een studie astronomie en natuurkunde, terwijl hij gelijktijdig cello studeerde aan het conservatorium. In zijn laatste examenjaar bouwde hij – naar eigen zeggen – een teslatransformator van 1 MV. Tijdens de Eerste Wereldoorlog werd hij als soldaat opgeleid tot radiotechnicus. Later werd onder zijn leiding een radiostation gebouwd in de Russische stad Saratov.
In 1919 kreeg hij een aanstelling om in het onderzoeksinstituut te werken van de bevriende natuurkundige Abram Joffe in Sint-Petersburg. Hier ontwikkelde hij onder meer de theremin, een elektronisch muziekinstrument dat bespeeld wordt door de afstand tussen de handen en de twee antennes te variëren. In september 1920 gaf hij een demonstratie aan Joffe en mede-studenten en twee jaar later kreeg hij van Vladimir Lenin een uitnodiging om zijn theremin te laten horen in het Kremlin. Rond 1927 ging Theremin met de theremin op wereldtournee en maakte hij het publiek enthousiast met zijn "spookachtige muziek".
In 1928 kwam hij in New York terecht, waar hij octrooi op de theremin aanvroeg en aan RCA een productielicentie verkocht. Ook liet hij zijn naam Amerikaniseren tot Leo(n) Theremin. In Manhatten ging hij verder met uitvinden en bouwde onder andere een elektronische cello en drummachine, de rythmicon.
In 1938 keerde Theremin om onopgehelderde omstandigheden terug naar de Sovjet-Unie, waarop in de westerse Wereld niets meer over hem werd vernomen en men lange tijd aannam dat hij kort daarop was gestorven. Echter, na zijn terugkeer werd hij kort daarna wegens anti-Sovjetpropaganda gearresteerd en veroordeeld tot een tienjarige werkstraf. Theremin verbleef een tijdlang in een Goelag, maar wist uiteindelijk op te klimmen binnen de geheime dienst NKVD/KGB. In academie voor gevangen wetenschappers in Moskou nam hij deel aan de ontwikkeling van vliegtuigen.
In 1945 ontwierp hij "The Thing" (het ding), afluisterapparatuur die werkte op basis van passieve radiotechnologie – een voorloper van RFID. Het was een ongekend geavanceerd apparaat, draadloos, batterijloos, microfoonloos, ondetecteerbaar. Voor deze uitvinding ontving hij de Stalinprijs. Tot 1966 werkte Theremin voor de KGB, terwijl hij zijn elektronische muziekinstrumenten doorontwikkelde. Begin jaren 1990 werd hij internationaal geëerd en ondernam hij vele reizen. Een van zijn laatste optredens was begin 1993 op het Koninklijk Conservatorium in Den Haag. Later dat jaar overleed hij op de hoge leeftijd van 97 jaar.

## Andere uitvindingen
Theremin vond in 1930 tevens de eerste drumcomputer uit, de Rhythmicon, in opdracht van de Amerikaanse componist Henry Cowell. In 1932 volgde de Terpsitone, een platform dat dansbewegingen omzet in muziektonen.

## Video
- Leon Theremin plays thereminvox. Stanford, 1991
- Peter Theremin (great-grandson of Leon Theremin) plays thereminvox
- Leon and Natasha Theremin (1989)
- Leon Theremin plays "Vocalise" (Rachmaninoff)
- Natasha Theremin plays "Ave Maria"
- Rehearsal Natasha and Olga Theremin
- Peter Theremin plays theremin. Piazzolla, Bach. 2011